# Gornja Letina
Gornja Letina is een plaats in de gemeente Sunja in de Kroatische provincie Sisak-Moslavina. De plaats telt 106 inwoners (2001).